# Белорусы в Польше
Белорусы в Польше (бел. беларусы ў Польшчы, пол. Białorusini w Polsce) являются одним из крупнейших национальных меньшинств страны. По данным переписи населения 2021 года, в Польше проживает 56 607 белорусов, из них около 17 325 человек используют белорусский язык дома; 56 607 жителей Польши декларировали белорусскую национальность, в том числе 43 693 как первую (из них 35 370 — как единственную) и 12 914 как вторую; 19 997 опрошенных считали себя одновременно поляками. Правительства Польши и Белоруссии подписали несколько соглашений, регулирующих охрану интересов белорусской диаспоры польским правительством.
По состоянию на 31 мая 2024 года 131 000 граждан Беларуси имеют действительный документ, выданный на территории Польши (более 79 тысяч временных видов на жительство, около 42 тысяч постоянных видов на жительство).
Беларусы – вторая по численности группа иностранцев в Польше на конец 2024 года, а именно 134,9 тыс. человек по данным ZUS. На конец 2023 года в ZUS было зарегистрировано 129,4 тысяч беларусов.

## Географическое распределение
Абсолютное большинство белорусов — 96,6 % — проживает в Подляском воеводстве, являясь автохтонным населением на данной территории. В двенадцати гминах воеводства (в том числе в городах Хайнувка и Бельск-Подляски) белорусы составляют более 20 % от общей численности населения, что позволяет использовать белорусский язык в контактах с администрацией, а также пользоваться двуязычными названиями географических объектов согласно закону 2005 года о национальных меньшинствах и региональных языках.
Согласно переписи 1946 года в Белостокском воеводстве, совпадающем по своим границам с современным Подляским воеводством, проживало 800 тыс. поляков, а также 116 тыс. лиц непольской национальности, в число которых помимо белорусов входили литовцы, украинцы, евреи и другие национальности.
По данным на 2024 год, большинство белорусов проживает в Мазовецком воеводстве, где находится Варшава — 48 000 человек, а также в Подляском воеводстве, где находится Белосток — 15 000 человек. Довольно много граждан Беларуси также проживает в следующих трёх воеводствах: Поморском (11,5 тыс.), Великопольском (10 тысяч), Дольношлёнском (9,7 тысяч) и Малопольском (9,5 тысяч). В основном это молодежь в возрасте 18–34 лет. Распределение по полу выглядит следующим образом: мужчины (58 %), женщины (42 %).
| Белорусы в гминах Подляского воеводства | Доля белорусов, % | Численность белорусов, чел. |
| --------------------------------------- | ----------------- | --------------------------- |
| Гмина Чиже                              | 81,81             | 2 280                       |
| Гмина Дубиче-Церкевне                   | 81,33             | 1 677                       |
| Гмина Орля                              | 68,93             | 2 514                       |
| Гмина Хайнувка                          | 64,91             | 2 917                       |
| Гмина Нарев                             | 49,23             | 2 226                       |
| Гмина Наревка                           | 47,27             | 1 985                       |
| Гмина Бельск-Подляски                   | 46,68             | 3 601                       |
| Гмина Клещеле                           | 41,83             | 1 283                       |
| Гмина Черемха                           | 28,71             | 1 098                       |
| город Хайнувка                          | 26,41             | 5 954                       |
| Гмина Грудек                            | 23,07             | 1 393                       |
| город Бельск-Подляски                   | 20,66             | 5 602                       |
| Гмина Нужец-Стацья                      | 16,36             | 805                         |
| Гмина Михалово                          | 14,17             | 1 072                       |
| Гмина Милейчице                         | 13,09             | 310                         |
| Гмина Бяловежа                          | 11,54             | 314                         |
| Гмина Заблудув                          | 8,48              | 990                         |
| Гмина Боцьки                            | 8,11              | 414                         |
| Гмина Шудзялово                         | 4,86              | 176                         |
| Гмина Мельник                           | 4,17              | 116                         |
| Гмина Юхновец-Косцельны                 | 3,95              | 496                         |
| Гмина Супрасль                          | 3,22              | 387                         |
| Гмина Крынки                            | 3,20              | 117                         |
| Гмина Семятыче                          | 2,72              | 181                         |
| город Белосток                          | 2,55              | 7 434                       |
| Гмина Вышки                             | 2,10              | 109                         |
| Гмина Гродзиск                          | 2,02              | 98                          |
| город Семятыче                          | 1,54              | 236                         |
| Гмина Новы-Двур                         | 1,10              | 34                          |
| Гмина Кузница                           | 1,05              | 47                          |
| город Сокулка                           | 0,55              | 149                         |

## Культура
Большинство верующих белорусов Польши принадлежит к Польской автокефальной православной церкви.
Белорусский язык преподаётся в 23 школах, 14 гимназиях и 2 лицеях, в которых обучается около 8 тысяч человек. В Белостокском университете работает кафедра белорусской культуры, в Варшавском университете — кафедра белорусской филологии. Выходит газета «Ніва», журнал «Czasopis».

## Представительство в сейме и сенате
Белорусское меньшинство в современной Польше с 1989 года в разное время было представлено такими деятелями, как:
- Сергей Плева[пол.] — депутат сейма Республики Польша с 1993 до 2001 года, а также представитель сената Польши с 2001 до 2005 года
- Ян Сычевский[пол.] — депутат Сейма третьего созыва (1997—2001 гг.). В 2001 году выступил против интеграции Польши в ЕС.
- Евгений Чиквин — многократно переизбранный, действующий депутат сейма 9-го (текущего) созыва. Таким образом, единственный действующий православный депутат белорусского происхождения[7].

Все три кандидата являются представителями партии Союза демократических левых сил.
В 2023 году представительница белорусского меньшинства Яна Шостак объявила об участии в парламентских выборах 2023 года от коалиции «Левые».